# Drepanosticta berlandi
Drepanosticta berlandi – gatunek ważki z rodziny Platystictidae.